# Witów (gromada w powiecie łęczyckim)
Witów – dawna gromada, czyli najmniejsza jednostka podziału terytorialnego Polskiej Rzeczypospolitej Ludowej w latach 1954–1972.
Gromady, z gromadzkimi radami narodowymi (GRN) jako organami władzy najniższego stopnia na wsi, funkcjonowały od reformy reorganizującej administrację wiejską przeprowadzonej jesienią 1954 do momentu ich zniesienia z dniem 1 stycznia 1973, tym samym wypierając organizację gminną w latach 1954–1972.
Gromadę Witów siedzibą GRN w Witowie utworzono – jako jedną z 8759 gromad na obszarze Polski – w powiecie łęczyckim w woj. łódzkim, na mocy uchwały nr 32/54 WRN w Łodzi z dnia 4 października 1954. W skład jednostki weszły obszary dotychczasowych gromad Witów i Jasionna, ponadto wieś Konarzew, wieś Błonie i kolonia Konarzew-Podgórzyce z dotychczasowej gromady Konarzew, wieś Piaski-Leżajna z dotychczasowej gromady Piaski-Leżajna oraz wieś Sułkowice II i kolonia Niedziałki z dotychczasowej gromady Sułkowice ze zniesionej gminy Piątek w tymże powiecie. Dla gromady ustalono 12 członków gromadzkiej rady narodowej.
31 grudnia 1959 z gromady Witów wyłączono kolonie Helenów, Parcelka i Polesie włączając je do gromady Popów koło Głowna w powiecie łowickim, po czym gromadę Witów zniesiono, a jej (pozostały) obszar włączono do gromad: Wypychów (wieś Błonie) i Piątek (kolonię i parcelę Witów, wieś Gatka, kolonię Rudno, wieś Konarzew, kolonię Konarzew-Podgórzyce, kolonię Piaski Stare, wieś Piaski-Leżajna, wieś Sułkowice II, kolonię Niedziałki oraz wieś i parcelę Jasionna) w powiecie łęczyckim.